# Saint-Hilaire-sur-Benaize

Saint-Hilaire-sur-Benaize este o comună în departamentul Indre, Franța. În 1 ianuarie 2022 avea o populație de 314 de locuitori.